# Aveline de Forz
Aveline de Forz, comtesse d'Albemarle et dame d'Holderness (20 janvier 1259 - 10 novembre 1274) est une aristocrate anglaise. Grande héritière, elle épouse en 1269 Edmond de Lancastre, deuxième fils d'Henri III d'Angleterre. Elle meurt sans enfants cinq ans plus tard.

## Biographie
Aveline de Forz est née le 20 janvier 1259 à Burstwick dans l'Holderness. Ses parents sont Guillaume de Forz et Isabelle de Reviers.

### Mariage
La reine Éléonore, épouse d'Henri III d'Angleterre, a arrangé le mariage entre Aveline et son fils Edmond de Lancastre. Éléonore a négocié avec la mère d'Aveline et sa grand-mère Amice de Clare pour conclure l'alliance. Le 8 ou 9 avril 1269, Aveline est mariée à Edmond à l’abbaye de Westminster. Étant donné qu'elle n'avait que dix ans, le mariage n'a été consommé qu'en 1273, lorsqu'elle a eu quatorze ans. Avec ce mariage avec une grande héritière, le déjà riche Edmond espérait gagner les comtés de Devon et d'Albemarle ainsi que les seigneuries de Holderness et de l'île de Wight,. Son dernier frère survivant, Thomas, meurt en 1269, et elle hérite de ses titres, devenant comtesse d'Albemarle. Ses terres sont placées sous la garde du roi Henri. Cependant, Aveline meurt le 10 novembre 1274 à Stockwell, dans le Surrey, ce qui empêche Edmond d'hériter des terres. Ils n'avaient pas d'enfants.
Aveline est inhumée dans l'abbaye de Westminster, première tombe à être placée dans la nouvelle église. L'historien Peter Coss a qualifié sa tombe et celle d'Éléonore de Castille de « deux des plus belles effigies féminines du XIIIe siècle. »

## Sources
- Hanne Blank, Virgin : The Untouched History, Bloomsbury, 2007, 304 p. (ISBN 978-1-59691-011-9 et 1-59691-011-9, lire en ligne)
- Peter R. Coss, The Lady in Medieval England 1000-1500, Sutton Publishing, 1998 (ISBN 0-7881-9788-6)
- Lisa Hilton, Queens Consort: England's Medieval Queens from Eleanor of Aquitaine to Elizabeth of York, Pegasus Classics, 2010, 482 p. (ISBN 978-1-60598-105-5 et 1-60598-105-2)
- Lloyd, Simon (2004). "Edmund, first earl of Lancaster and first earl of Leicester (1245–1296)". Oxford Dictionary of National Biography (éd. en ligne). Oxford University Press. doi : 10.1093 / réf: odnb / 8504 .
- (en) Andrew Spencer, Nobility and Kingship in Medieval England : the earls and Edward I, 1272-1307, Cambridge/New York, Cambridge University Press, 2014, 306 p. (ISBN 978-1-107-02675-9 et 1-107-02675-X, lire en ligne)
- [[Alison Weir|Alison Weir]], Britain's Royal Families, The Complete Genealogy, Vintage Books, 2008, 400 p. (ISBN 978-0-09-953973-5)